# Caenis horaria
Caenis horaria is een haft uit de familie Caenidae. De wetenschappelijke naam is gepubliceerd in 1758 door Linnaeus in de tiende editie van Systema naturae.
De soort komt veel voor in het Palearctisch gebied in ondiepe vijvers en meren tot op een hoogte van 1800 meter in de Alpen.